# Firangiz Achmedova
Firangiz Achmedova (ázerbájdžánsky Firəngiz Yusif qızı Əhmədovaв; 23. září 1928 Baku – 16. prosince 2011 Baku) byla ázerbájdžánská operní pěvkyně, sopranistka.

## Život
V roce 1955 ukončila studium na ázerbájdžánské konzervatoři ve třídě M. T. Kolotové. V období 1946 až 1951 byla sólistkou ázerbájdžánského rozhlasového sboru. V letech 1951 až 1988 byla sólistkou Ázerbájdžánské státní akademické opery a baletu. Scénickými partnery jí byli Bulbul a Muslim Magomajev. V jejím repertoáru byly role Aidy, Toscy, Taťány i Čo-čo-san.
Byla interpretkou různých komorních děl a ruských romancí (Petr Iljič Čajkovskij, Sergej Rachmaninov, Sergej Tanějev), písní (Bez tebe Uzeir Hadžibekov, Moje vlast Asaf Zejnally, Arzu Nijazi) a dalších.
Procestovala SSSR i zahraničí (Praha, Bratislava, Varšava, Sofie, Bukurešť, Berlín). V letech 1989 až 1997 vyučovala v divadelních dílnách.
Zemřela 16. prosince 2011 v Baku. Byla pohřbena v Čestné aleji v Baku.